# Bofoakwa Tano FC
Der Bofoakwa Tano Football Club ist ein 1963 gegründeter Fußballverein aus der ghanaischen Stadt Sunyani, Bono Region. Aktuell spielt der Verein in der zweiten Liga des Landes, der Division One League.

## Stadion
Der Verein trägt seine Heimspiele im Coronation Park in Sunyani aus. Das Stadion hat ein Fassungsvermögen von 5000 Personen.

## Trainer
| Trainer        | Nation | von              | bis               |
| -------------- | ------ | ---------------- | ----------------- |
| Frimpong Manso | Ghana  | 1. Juli 2023     | 23. November 2023 |
| John Eduafo    | Ghana  | 9. Dezember 2023 |                   |